# Relación de las cosas de Yucatán

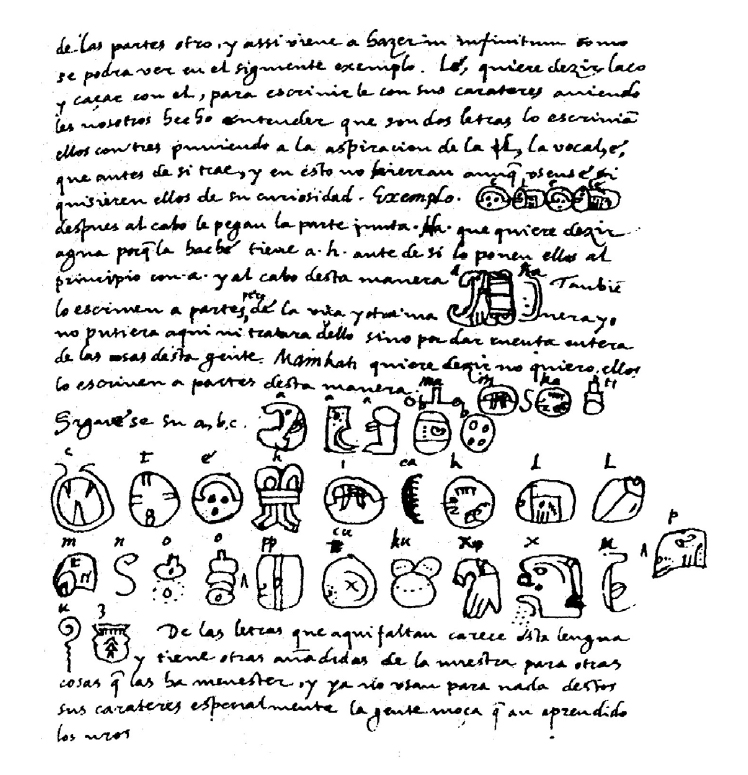
"Manuscritos de Diego de Landa".

La Relación de las cosas de Yucatán es un libro manuscrito por el obispo español Diego de Landa, alrededor de 1566.
El texto fue escrito como un registro de la cultura de los mayas yucatecos en el momento de la conquista, con el propósito de ayudar a los nuevos evangelizadores a efectuar su tarea de manera más eficiente. Este libro es importante por tanto, para entender cómo vivían los mayas en el momento del encuentro con los españoles, cuáles eran sus creencias y sus instituciones, mismas que fueron abolidas o transformadas tras el encuentro con los españoles. Además, dado que contiene una sección con un llamado alfabeto maya, ha servido como base de las indagaciones dirigidas al desciframiento de los glifos mayas.
La Relación de las cosas de Yucatán comparte con otros manuscritos de los misioneros de Indias su interés en las civilizaciones de América. Del mismo talante son la Historia general de las cosas de la Nueva España escrita en español por el franciscano fray Bernardino de Sahagún, o la Brevísima relación de la destrucción de las Indias y la Apologética historia del dominico fray Bartolomé de las Casas. La Relación de Landa fue escrita en tiempo posterior a aquel en que destruyó los códices mayas, y con ellos buena parte de la memoria colectiva del pueblo maya. Cuando llegó a Yucatán, Landa pensaba que esos registros eran una cosa del demonio. Mucho se discute acerca del arrepentimiento del obispo, arrepentimiento  lo habría llevado a emprender la labor de rescatar algo de lo mucho que había destruido.
A diferencia de la Historia escrita por Sahagún, la Relación de Landa fue escrita casi sin el apoyo de los informantes indígenas. Mientras que Sahagún fue muy cuidadoso en separar los informes de los nativos de sus propias opiniones acerca de la cultura náhuatl; Landa mezcla unos con otras. La Relación consta de cincuenta y dos capítulos en los cuales el obispo de Yucatán versa de los temas más variados, desde una descripción geográfica de la península hasta una exposición de por qué los indios realizaban sacrificios humanos.

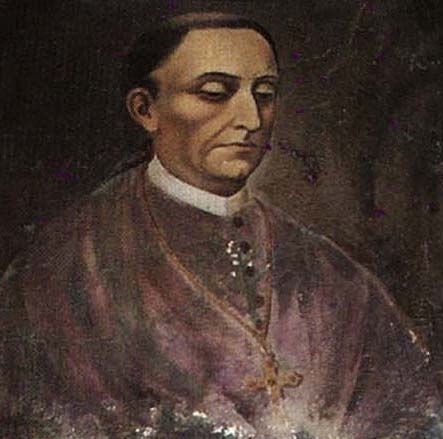
El autor Diego de Landa, obispo de Yucatán

Una copia del manuscrito fue "descubierta" en la Biblioteca de la Real Academia de Historia de Madrid, por el francés Charles Étienne Brasseur de Bourbourg en 1862 y que fue publicada en Londres y París en 1864, con notas y traducción al francés del abad Brasseur de Bourbourg, que había sido administrador eclesiástico de los indígenas de Rabinal en Guatemala. Desde entonces ha sido objeto de numerosos estudios por parte de gran número de mayistas, siendo esencial para su posterior desciframiento. 
En adición y posteriormente a la publicación primera antes citada de Brasseur de Bourbourg, ha habido otras ediciones destacadas entre las que figuran: La que va incluida en el apéndice de la edición francesa del libro de León Rosny, Essai sur le dechifrement de l'ecriture hiératique maya, publicada en Madrid en 1884, por Juan de Dios de la Rada y Delgado con el título de Ensayo sobre la interpretación de la escritura hierática de la América Central. La que aparece como apéndice del tomo XIII de la Colección de documentos inéditos relativos al descubrimiento, conquista y organización de las antiguas posesiones españolas de ultramar, publicada por la Academia de la Historia de España, en Madrid, 1900. La de Jean Genet, historiador y editor francés, titulada Diego de Landa/ Relation de choses de Yucatan/ Texte espagnol et traduction francaise en regard/, en dos volúmenes publicados en París en 1928 y 1929. La de William Gates, llamada Yucatan before and after the conquest by Friar Diego de Landa, editada por la Maya Society en Baltimore, Estados Unidos de América, en 1937. La de Héctor Pérez Martínez, llamada como el original, Relación de las Cosas de Yucatán, con un apéndice en el cual se publican por primera vez varios documentos y cartas de Diego de Landa, con prólogo y notas explicativas tanto de cuestiones circunstanciales como de las idiomáticas, publicada en México, D.F. en 1938 por la editorial Pedro Robredo.